# La nit del 12
La nit del 12 (Títol original en francès: La Nuit du 12) és un thriller franco-belga del 2022 dirigit per Dominik Moll, amb guió del mateix Moll i Gilles Marchand, basat amb fets reals del llibre d'investigació de Pauline Guéna i protagonitzat per Bastien Bouillon i Bouli Lanners.
Ha estat doblada i subtitulada al català.
A la 48 cerimònia dels Premis César va guanyar sis dels premis, entre els quals el de millor pel·lícula i el de millor director.

## Argument
El capità Yohan de la policia de Grenoble està obsessionat amb l’assassinat de la Clara, una jove de 21 anys que va ser cremada viva per un desconegut una nit quan tornava d’una festa amb uns amics. No falten pas sospitosos i es van succeint els interrogatoris, però només hi ha una certesa: el crim es va cometre en la nit del 12.

## Repartiment
- Bastien Bouillon : Yohan
- Bouli Lanners : Marceau
- Théo Cholbi :	Willy
- Johann Dionnet : Fred
- Thibaut Evrard : Loïc
- Julien Frison : Boris
- Paul Jeanson : Jérôme
- Mouna Soualem : Nadia
- Pauline Serieys : Nanie
- Lula Cotton-Frapier : Clara Royer

## Al voltant de la pel·lícula
El guió es tracta d'una adaptació particular extreta d'unes trenta pàgines del llibre “18.3: une année à la PJ”de l'escriptora i guionista Pauline Guéna, que va passar un any immersa als serveis de la policia judicial de Versalles i on hi explica una vida quotidiana feta de situacions rutinàries i a l'hora difícils.
Tot i que la història real va tenir lloc fora de París, Moll trasplanta l'acció als afores de Grenoble, als peus dels Alps francesos, la qual cosa dona a la seva pel·lícula un escenari alhora més èpic i aïllat. La pel·lícula va ser rodada a la Savoia, a Saint-Jean-de-Maurienne, i els seus voltants, així com a Grenoble, a Isèra, i al velòdrom d'Eybens.

## Recepció
La nit del 12 obté a Rotten Tomatoes una valoració positiva del 85% dels crítics sobre un total de 13 revisions, amb una valoració mitjana de 7,3/10.
El film, amb un pressupost estimat de 4,4 milions d'euros va recaptar 3,6 milions de dòlars a tot el món, la pràctica totalitat amb 3,3 milions als cinemes de França.

### Crítica
Sandra Onana a Libération ressalta com la història descrita dels agents de policia que investiguen incansablement un feminicidi és precisa i sòbria, la pel·lícula de Dominik Moll s'allibera dels codis virils del thriller a favor d'una necessària denúncia de la violència masclista.
Per Fabrice Leclerc en la seva crítica a Paris Match: “ Darrere de l'aparent senzillesa del seu cinema (Dominik Moll) s'amaga el gust pels universos freds i els personatges en ple dubte. I una mecànica de narració tan desconcertant com captivadora. Del cinema a l'os que pren tota la seva extensió amb aquesta "Nit dels 12"”

### Premis
- Premis Lumières

La nit del 12 va rebre els premis a la millor pel·lícula i al millor guió.
- 48e cerimònia dels César (2023):

Guanyadora
- millor pel·lícula
- millor director
- millor guió adaptat per Gilles Marchand i Dominik Moll
- millor só per François Maurel, Olivier Mortier i Luc Thomas
- millor actor promesa per Bastien Bouillon
- millor actor de repartiment per Bouli Lanners

Nominada
- millor muntatge per Laurent Rouan
- millor música original per Olivier Marguerit
- millor fotografia per Patrick Ghiringhelli
- millor escenografia per Michel Barthélémy

| «                                                             | Tinc un pensament per a la Clara real, la víctima real del cas que va donar lloc a la pel·lícula. Es deia Maud | » |
| — Dominik Moll quan va rebre el César a la millor pel·lícula. | |   |